# ستانلي مارش 3
ستانلي مارش 3 (بالإنجليزية: Stanley Marsh 3) هو فنان أمريكي، ولد في 31 يناير 1938 في أماريلو في الولايات المتحدة، وتوفي بنفس المكان في 17 يونيو 2014.